# مالی ارگل
مالی ارگل (به لاتین: Maly Ergel) یک منطقهٔ مسکونی در روسیه است که در استان آمور واقع شده‌است.